# Leoforos Vasileos Konstandinou
Die Leoforos Vasileos Konstandinou (griechisch Λεωφόρος Βασιλέως Κωνσταντίνου) ist eine Hauptverkehrsader der griechischen Hauptstapt Athen. Die Avenue verläuft etwa vom Panathinaiko-Stadion nordostwärts bis zum Hotel Hilton, wo sie in die Leoforos Vasilissis Sofias übergeht. Die Straße ist nach dem König Konstantin I. (1913–1917 und 1920–1922) benannt.

## Verlauf und Gebäude

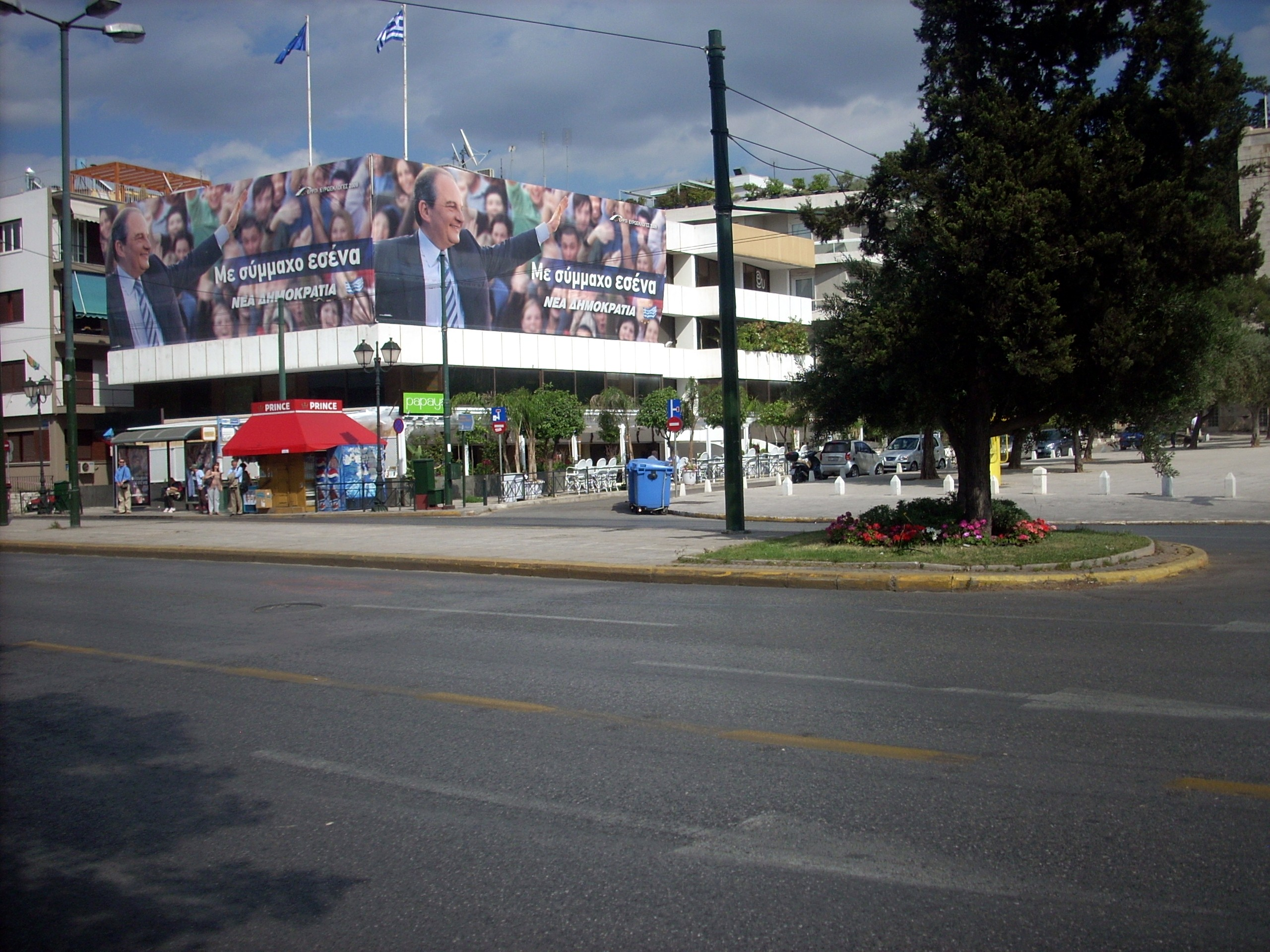
Vasileos Konstantinos-Avenue

Die vierspurig mit einem breiten Mittelstreifen und hat eine Länge von ca. 1,1 Kilometern.
Die Straße stellt die Verbindung her zwischen Leoforos Vasilisis Olgas und Odos Ardittou, Odos Irodou Attikou, Odos Eratosthenous, der Platia Skouzé / Odos Pafsaniou, Leoforos Vasileos Georgiou B′, Odos Rizari (Οδός Ριζάρη), Odos Merkouri Spyrou und Leoforos Vasilissis Sofias, außerdem bildet sie den Ausgangspunkt für die Ethniki Odos 1.
Außer dem Stadion und dem Hilton haben auch die Nationalgalerie, das Nationale Forschungszentrum, das Athener Konservatorium ihren Sitz an der Straße. Beim Stadion schließt sich nach Norden die Parks Ethnikos Kipos an und im weiteren Verlauf weiter im Nordosten der Parko Rizari (Πάρκο Ριζάρη) an. Weitere kleine Parkanlagen begleiten die Straße.

## Geschichte
Die heutige Straße wurde Mitte des 19. Jahrhunderts angelegt. Dazu wurde ein Teil des Ilisos verdolt. Die Straße wurde schon immer von Fahrzeugen aller Art genutzt und auch Oberleitungsbusse und Straßenbahnen verkehren dort.